# Rym egzotyczny
Rym egzotyczny – rym rzadki (wyszukany, niebanalny), który powstał w oparciu o słowa obce, nieprzyswojone w polszczyźnie, mające brzmienie całkiem odmienne niż wyrazy rodzime. 
Rym egzotyczny występuje dość często w limerykach i innych podobnych utworach. 

## Przykłady
Wierszu mój, dziwne twoje dzieje...
Bo pomyśl: Rio de Janeiro
Było tych kwiatów oranżerią,
A tam (- pamiętasz orchideje,
Flor de Ipé, Jasmin de Cabo,
Maracujà i Flamboyanty,
Sześciopiętrowe drzew giganty,
Kwiatami osypane krwawo?)
Julian Tuwim, Kwiaty polskie (fragment)
Były trzy Lizy. Raz à propos Liz
Powiedział ktoś na Akropolis:
Lubią słuchać owe Panie,
Gdy lis gra na fortepianie,
Bo allegro ma non troppo lis.
Julian Tuwim, Limeryki made in Poland, utwór Były trzy Lizy....